# Yuriy Dergachev
Yuriy Dergachev (né le 8 novembre 1994) est un athlète kazakh, spécialiste du saut en hauteur.

## Carrière
Il franchit 2,28 m à Almaty le 28 juin 2014.

## Palmarès
| Date | Compétition                  | Lieu     | Résultat | Marque |
| ---- | ---------------------------- | -------- | -------- | ------ |
| 2012 | Championnats d'Asie juniors  | Colombo  | 2e       | 2,16 m |
| 2014 | Championnats d'Asie en salle | Hangzhou | 4e       | 2,20 m |
| 2014 | Jeux asiatiques              | Incheon  | 6e       | 2,20 m |
| 2016 | Championnats d'Asie en salle | Doha     | 9e       | 2,10 m |

## Records
| Épreuve         | Épreuve   | Performance | Lieu        | Date            |
| --------------- | --------- | ----------- | ----------- | --------------- |
| Saut en hauteur | Plein air | 2,28 m      | Almaty      | 28 juin 2014    |
| Saut en hauteur | Salle     | 2,26 m      | Kamenogorsk | 31 janvier 2016 |